# Dioptra

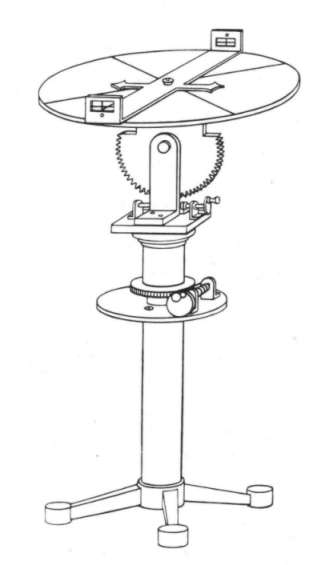
Dioptra aşa cum este descrisă de Heron în cartea sa.

Dioptra (numită uneori diopter; din grecescul; διόπτρα) este un instrument topografic clasic, datând din secolul al III-lea î.Hr.. Dioptra a fost la apariție un tub sau, alternativ, o tijă cu vedere/vizare la ambele capete, atașate toate la un stativ vertical. Dacă era dotat cu raportoare, putea fi folosit pentru a măsura unghiuri.

## Utilizare

Principiul dioptrei

Astronomi greci au folosit dioptra pentru a măsura pozițiile stelelor; atât Euclid cât și Geminus se referă la dioptra în operele lor astronomice. În timpul lui Ptolemeu (secolul al II-lea d.Hr.) dioptra a fost depășită ca instrument astronomic, fiind înlocuită de sfera armilară.
Totuși ea a continuat să fie folosită ca un eficient instrument topografic. Adaptată pentru topografie, dioptra era similară teodolitului, fiind o versiune mult mai precisă a gromei. 
Dioptra a fost folosită pe scară largă la construirea apeductelor. Instrumentul ar fi fost suficient de sofisticat, de exemplu, pentru a construi un tunel printr-un munte. Există unele speculații că ar fi fost folosită pentru a construi Tunelul Eupalinian⁠(en)[traduceți]. Numit „una dintre cele mai mari realizări inginerești ale celor mai vechi timpuri", apeductul este un tunel de 1.036 de metri excavat prin Muntele Kastro de pe insula grecească Samos, în secolul al VI-lea î.Hr., în timpul domniei lui Policrate. Oamenii de știință nu sunt încă de acord dacă dioptra era sau nu disponibilă în acea vreme.
O carte întreagă despre utilizarea dioptrei în  construcții și topografie a fost scrisă de Heron din Alexandria. Heron a fost „unul din cei mai ingenioși ingineri și matematicieni din istorie."
Dioptra a fost înlocuită ca instrument de măsurare topografic de teodolit, care a apărut în secolul al XVI-lea.